# Daria Ștefania Mălăescu
Daria Ștefania Mălăescu (* 3. Oktober 2005 in Bukarest) ist eine rumänische Tennisspielerin.

## Karriere
Mălăescu begann mit acht Jahren das Tennisspielen und bevorzugt Sandplätze. Sie spielt bislang ausschließlich auf der ITF Women’s World Tennis Tour, wo sie aber noch keinen Titel gewinnen konnte.
Im September 2023 erhielt sier eine Wildcard für das Hauptfeld des mit 40.000 US-Dollar dotierten W40 Kuršumlijska Banja, wo sie aber in der ersten Runde gegen Aleksandra Krunić mit 2:6 und 2:6 verlor.